# Acer Iconia Tab A500
ICONIA TAB A500（アイコニア タブ　エーゴヒャク）はAcerによって2011年4月8日に発表された、Androidベースのタブレット型端末である。発売当時はAndroid 3.0で、その後3.2のアップデートOTAが配信されている。また海外では一部の国でAndroid 4.0へのアップデートが実施された。日本国内の対応予定は未定と発表されている。

## 概要
- 発売を開始した当初は同一の機能を有するタブレットとしては価格が4万円以下と安めに設定されていた。
- 日本では無線LAN通信のみに対応したタイプのみの発売である。海外ではA501の型番で携帯通信網に対応したタイプも存在する。
- USB端子はAメスコネクターとマイクロBメスコネクターの2つがある。前者はUSBホスト機能で、USBメモリーやキーボード・マウスなどを使用することが出来る。また携帯電話や、スマートフォンなどの充電も出来る。後者は、本機種がPC等のマスストレージとなる。
- 内部メモリーはストレージ部分が16ギガバイト。マイクロSDは最大32ギガバイトまで使用が出来る。システムメモリーは1ギガバイトである。